# NGC 2710
NGC 2710 est une galaxie spirale barrée située dans la constellation de la Grande Ourse. NGC 2710 a été découverte par l'astronome germano-britannique William Herschel en 1790.

## Caractéristiques
La classe de luminosité de NGC 2710 est II et elle présente une large raie HI. De plus, c'est une galaxie du champ, c'est-à-dire qu'elle n'appartient pas à un amas et qu'elle est donc gravitationnellement isolée.

### Distance
Sa vitesse par rapport au fond diffus cosmologique est de 2 663 ± 10 km/s, ce qui correspond à une distance de Hubble de 39,3 ± 2,8 Mpc (∼128 millions d'al). 
À ce jour, huit mesures non basées sur le décalage vers le rouge (redshift) donnent une distance de 43,413 ± 9,428 Mpc (∼142 millions d'al), ce qui est à l'intérieur des valeurs de la distance de Hubble.